# أوزييا دي باولا
أوزييا دي باولا ماسييل (بالبرتغالية: Ozéia) الشهير باسم أوزييا دي باولا (2 يناير 1982) لاعب كرة قدم برازيلي من دون نادي حاليا ويجيد اللعب في مركز قلب الدفاع.

## الإنجازات

### الهلال
- كأس ولي العهد السعودي (1): 2013

## روابط خارجية
- أوزييا دي باولا على موقع Soccerway.com (الإنجليزية)